# 보편 가역층
대수기하학과 미분기하학에서, 보편 가역층(普遍可逆層, 영어: universal invertible sheaf, tautological invertible sheaf) 또는 보편 선다발(普遍線다발, 영어: universal line bundle, tautological line bundle)은 사영 공간 위에 정의되는 표준적인 가역층(선다발)이며, 보통 {\displaystyle {\mathcal {O}}(-1)}로 표기된다. 대략, 사영 공간은 벡터 공간의 원점을 지나는 1차원 부분 벡터 공간들의 모듈라이 공간이므로, 보편 가역층은 사영 공간의 각 점에, 이 점이 나타내는 1차원 부분 벡터 공간을 대응시키는 선다발이다.

## 정의
체 {\displaystyle K} 위의 유한 생성 자유 가환 결합 대수
{\displaystyle A=K[x_{0},x_{1},\dots ,x_{n}]}
를 생각하자. {\displaystyle n}차원 사영 공간은 그 사영 스펙트럼이다.
{\displaystyle \mathbb {P} _{K}^{n}=\operatorname {Proj} A}
이제, 구조층
{\displaystyle {\mathcal {O}}_{\mathbb {P} _{K}^{n}}}
위의 대수층
{\displaystyle {\mathcal {A}}={\mathcal {O}}_{\mathbb {P} _{K}^{n}}[y_{0},\dotsc ,y_{n}]}
의 상대 스펙트럼
{\displaystyle \operatorname {\underline {Spec}} {\mathcal {A}}=\mathbb {A} _{\mathbb {P} _{K}^{n}}^{n+1}=\mathbb {P} _{K}^{n}\times _{K}\mathbb {A} _{K}^{n+1}}
을 취하자. 기하학적으로, 이는 {\displaystyle n}차원 사영 공간 위의 자명한 {\displaystyle n+1}차원 벡터 다발에 해당한다.
이제, 대수층의 다음과 같은 아이디얼 층을 생각하자.
{\displaystyle {\mathfrak {I}}=(x_{i}y_{j}-x_{j}y_{i})_{i,j\in \{0,1,\dotsc ,n\}}\subseteq {\mathcal {A}}}
그렇다면, 이에 대한 몫 대수층
{\displaystyle {\mathcal {O}}_{{\mathcal {P}}_{K}^{n}}(-1)=\operatorname {\underline {Spec}} ({\mathcal {A}}/{\mathfrak {I}})}
는 가역층을 이룬다. 이를 {\displaystyle \mathbb {P} _{K}^{n}}의 보편 가역층이라고 한다. 기하학적으로, 그 닫힌점들의 집합은
{\displaystyle \{([x_{0}:x_{1}:\dotsb :x_{n}],y_{0},y_{1},\dotsc ,y_{n})\in \mathbb {P} _{K}^{n}\times _{K}\mathbb {A} _{K}^{n+1}\colon [x_{0}:\dotsb :x_{n}]=[y_{0}:\dotsb :y_{n}]\}\cup \mathbb {P} _{K}^{n}\times \{(0,0,\dotsc ,0)\}}
이다. 여기서 {\displaystyle (-,-,\dotsc ,-)}은 아핀 공간의 데카르트 좌표이며, {\displaystyle [-:-:\dotsb :-]}는 사영 공간의 동차 좌표이다.

## 성질
보편 가역층 {\displaystyle {\mathcal {O}}(-1)}은 세르 뒤틀림층(영어: Serre’s twisting sheaf) {\displaystyle {\mathcal {O}}(1)}의 (텐서곱에 대한) 역원이다.

### 베유 인자
체 {\displaystyle K} 위의 사영 공간 {\displaystyle \mathbb {P} _{K}^{n}=\operatorname {Proj} K[x_{0},x_{1},\dotsc ,x_{n}]}을 생각하자. 이 경우, 가환환의 몫 사상
{\displaystyle K[x_{0},x_{1},\dotsc ,x_{n}]\,{\stackrel {x_{0}\mapsto 0}{\twoheadrightarrow }}\,K[x_{1},\dotsc ,x_{n}]}
으로 정의되는, 사영 공간 사이의 사상
{\displaystyle \mathbb {P} _{K}^{n-1}\hookrightarrow \mathbb {\mathbb {P} } _{K}^{n}}
을 생각하자. 이는 여차원 1의 닫힌 부분 스킴이므로, {\displaystyle \mathbb {P} _{K}^{n}}의 베유 인자를 이룬다. 이를 초평면 인자(영어: hyperplane divisor)라고 하고, {\displaystyle H}로 표기하자.
({\displaystyle x_{0}} 대신 다른 좌표를 사용하거나 {\displaystyle x_{0}}을 0 대신 다른 값으로 대응시키더라도, 이와 같은 동치류에 속하는 베유 인자를 얻는다.)
그렇다면, 보편 가역층은 인자류
{\displaystyle -[H]\in \operatorname {DivCl} (\mathbb {P} _{K}^{n})}
에 대응한다. (즉, 효과적 인자류 {\displaystyle [H]}는 세르 뒤틀림층에 대응한다.)

## 같이 보기
- 천 특성류
- 톰 공간